# 自己愛神経症
自己愛神経症（じこあいしんけいしょう、英: narcissistic neurosis）とは、精神分裂病やパラフレニーなど、対象転移がほとんど生じない神経症の総称である。ジークムント・フロイトが転移神経症の対概念として1900年代初頭に用いたのがはじまりであり、自己愛性パーソナリティ障害も自己愛神経症に含まれる。現代においてはこの用語はほとんど用いられていないが、精神分析の歴史を知る上で重要な概念である。
フロイトは、転移神経症は対象にリビドーが備給され、転移が展開するために治療可能であるが、それに対して対象転移の生じない一群の患者がいることに早くから気がついていた。彼らに精神分析的な治療を施そうとしても、リビドーが対象に備給されず、対象転移が展開しないため、精神分析的治療が役に立たなかったのである。フロイトは、精神分裂病に加え、後に自己愛性パーソナリティ障害と呼ばれるこれら対象転移の生じない一群の病を自己愛神経症と名付けた。

## 分析の発展
後にハインツ・コフートは、自己愛神経症の比較的軽い病態である自己愛性パーソナリティ障害に生じる自己愛転移において、原初的な理想化や鏡映の欲求を満たすことで正常な心理発達プロセスが再開し、治療可能であることを見いだした。従来の欲動心理学では説明できないこれらの現象を説明する新たな心理学が求められ、自己心理学が生まれる契機となった。

## 関連人物
- ジークムント・フロイト
- ハインツ・コフート